# Wojciech Szkudlarczyk

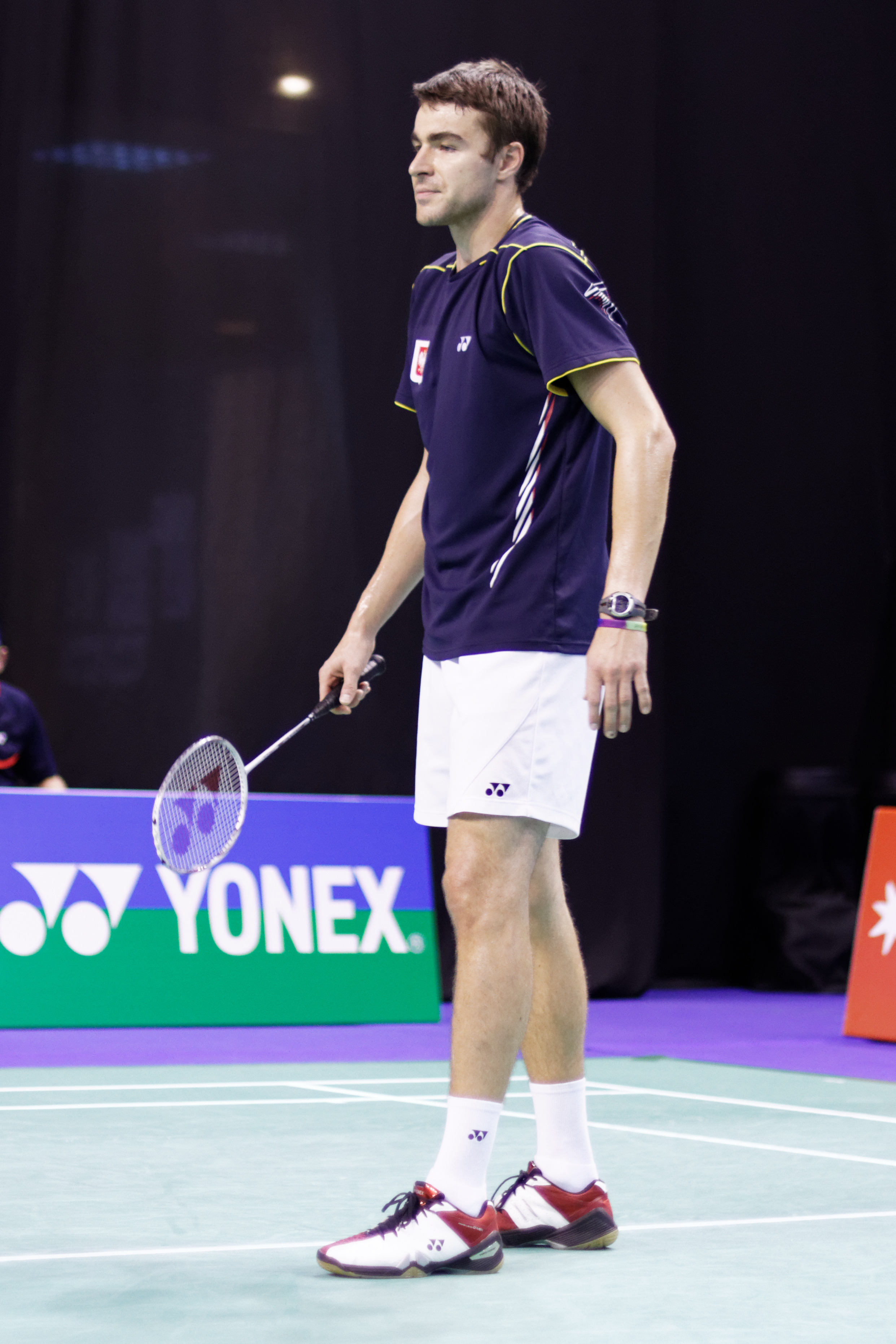
Wojciech Szkudlarczyk, French Super Series 2013.

Wojciech Szkudlarczyk (* 8. Januar 1986 in Poznań) ist ein polnischer Badmintonspieler. 

## Karriere
Wojciech Szkudlarczyk gewann 2004 und 2005 drei Juniorentitel in Polen. Schon als Junior erkämpfte er sich auch erste Medaillen bei den Erwachsenen. Bis 2011 wurde er zweimal Zweiter und sechsmal Dritter bei den nationalen Meisterschaften. International siegte er in Wales und Ungarn und nahm an den Badminton-Weltmeisterschaften 2006 und 2011 teil.

## Sportliche Erfolge
| Saison | Veranstaltung                          | Disziplin    | Platz | Name                                                                                   |
| ------ | -------------------------------------- | ------------ | ----- | -------------------------------------------------------------------------------------- |
| 2004   | Polnische Meisterschaften der Junioren | Herrendoppel | 1     | Łukasz Moreń / Wojciech Szkudlarczyk                                                   |
| 2004   | Polnische Einzelmeisterschaften        | Herrendoppel | 2     | Wojciech Szkudlarczyk / Przemysław Wacha (Pts Puszczykowo / Technik Głubczyce)         |
| 2005   | Polnische Meisterschaften der Junioren | Herreneinzel | 1     | Wojciech Szkudlarczyk                                                                  |
| 2005   | Polnische Meisterschaften der Junioren | Herrendoppel | 1     | Łukasz Moreń / Wojciech Szkudlarczyk                                                   |
| 2005   | Riga International                     | Herrendoppel | 1     | Wojciech Szkudlarczyk / Łukasz Moreń                                                   |
| 2006   | Polnische Einzelmeisterschaften        | Herrendoppel | 3     | Łukasz Moreń / Wojciech Szkudlarczyk (Piast-b Słupsk)                                  |
| 2007   | Welsh International                    | Mixed        | 1     | Wojciech Szkudlarczyk / Małgorzata Kurdelska                                           |
| 2007   | Welsh International                    | Herrendoppel | 1     | Wojciech Szkudlarczyk /Adam Cwalina                                                    |
| 2007   | Polnische Einzelmeisterschaften        | Herrendoppel | 3     | Adam Cwalina / Wojciech Szkudlarczyk (Skb Suwałki / Lks Technik Głubczyce)             |
| 2007   | Polnische Einzelmeisterschaften        | Mixed        | 3     | Wojciech Szkudlarczyk / Natalia Pocztowiak (Lks Technik Głubczyce)                     |
| 2008   | Polnische Einzelmeisterschaften        | Herrendoppel | 2     | Adam Cwalina / Wojciech Szkudlarczyk (Skb Suwałki / Lks Technik Głubczyce)             |
| 2008   | Polnische Einzelmeisterschaften        | Mixed        | 3     | Wojciech Szkudlarczyk / Agnieszka Wojtkowska (Lks Technik Głubczyce)                   |
| 2009   | Hungarian International                | Mixed        | 1     | Wojciech Szkudlarczyk / Agnieszka Wojtkowska                                           |
| 2009   | Hungarian International                | Herrendoppel | 1     | Adam Cwalina / Wojciech Szkudlarczyk                                                   |
| 2009   | Polnische Einzelmeisterschaften        | Mixed        | 3     | Wojciech Szkudlarczyk / Agnieszka Wojtkowska (Lks Technik Głubczyce)                   |
| 2010   | Welthochschulmeisterschaft             | Herrendoppel | 3     | Hubert Pączek / Wojciech Szkudlarczyk                                                  |
| 2011   | Polnische Einzelmeisterschaften        | Mixed        | 3     | Wojciech Szkudlarczyk / Agnieszka Wojtkowska (Lks Technik Głubczyce)                   |
| 2011   | Polnische Einzelmeisterschaften        | Herrendoppel | 2     | Łukasz Moreń / Wojciech Szkudlarczyk (Skb Suwałki / Lks Technik Głubczyce)             |
| 2011   | Scottish Open                          | Mixed        | 2     | Wojciech Szkudlarczyk / Agnieszka Wojtkowska                                           |
| 2013   | Bulgarian International                | Herrendoppel | 1     | Łukasz Moreń / Wojciech Szkudlarczyk                                                   |
| 2014   | Polnische Einzelmeisterschaft          | Herrendoppel | 1     | Łukasz Moreń / Wojciech Szkudlarczyk                                                   |
| 2014   | Spanish International                  | Herrendoppel | 1     | Łukasz Moreń / Wojciech Szkudlarczyk                                                   |
| 2015   | Polnische Einzelmeisterschaften        | Mixed        | 3     | Wojciech Szkudlarczyk / Agnieszka Wojtkowska (Sport-Art Lubin / Lks Technik Głubczyce) |
| 2016   | Polnische Einzelmeisterschaften        | Herrendoppel | 2     | Łukasz Moreń / Wojciech Szkudlarczyk (Skb Suwałki / Hubal Białystok)                   |